# Union nationale pour la démocratie et le progrès (République centrafricaine)
Pour les articles homonymes, voir Union nationale pour la démocratie et le progrès.
L'Union nationale pour la démocratie et le progrès (UNDP) est un parti politique centrafricain reconnu depuis le 17 juillet 2014 par le service des affaires politiques.

## Histoire
Lors de son premier congrès ordinaire tenu le 8 novembre 2014 à Bangui, le président du parti, Michel Amine y est désigné comme candidat à l’élection présidentielle centrafricaine de 2015, cette candidature est invalidée par la Cour constitutionnelle de transition le 8 décembre 2015. 

## Résultats électoraux
Le parti est représenté aux élections législatives centrafricaines de 2015-2016 par 134 candidats. Il obtient 13 députés à l'assemblée nationale. Ils constituent par la suite un groupe parlementaire de 14 députés.
Lors des élections législatives de 2020-2021, le parti obtient un siège de député dans la circonscription de Bakala (Ouaka), il revient à Mme Dorothée Tiyangou.